# Marek Kwiek (filozof)
Marek Kwiek (ur. 17 września 1966 w Poznaniu) – polski naukoznawca, profesor nauk humanistycznych, nauczyciel akademicki Uniwersytetu im. Adama Mickiewicza w Poznaniu, specjalizujący się w badaniach nauki, systemów szkolnictwa wyższego i polityce naukowej. Od 2002 dyrektor Centrum Studiów nad Polityką Publiczną, od 2012 kierownik Katedry UNESCO Badań Instytucjonalnych i Polityki Szkolnictwa Wyższego. Od 2020 również dyrektor Institute for Advanced Studies in Social Sciences and Humanities  na UAM. Zajmuje się ilościowymi badaniami nauki (quantitative science studies) i socjologią karier akademickich w oparciu o międzynarodowe badania ankietowe i analizy Big Data. 

## Kariera naukowa
W 1995 obronił w Instytucie Filozofii UAM pracę doktorską, a w 1999 uzyskał stopień naukowy doktora habilitowanego na podstawie rozprawy nt. Dylematy tożsamości. Wokół autowizerunku filozofa w powojennej myśli francuskiej. W 2001 został profesorem nadzwyczajnym UAM, a w 2009 uzyskał tytuł profesora nauk humanistycznych. Członek Komitetu Naukoznawstwa PAN w kadencji 2023-2027. Członek International Scientific Advisory Board przy Federalnym Instytucie Badań Szkolnictwa Wyższego i Polityki Naukowej DZHW w Berlinie.
Od 2000 prowadzi rozległe, interdyscyplinarne, międzynarodowe badania porównawcze instytucji uniwersytetu, karier akademickich i polityki naukowej (w ramach ok. 25 międzynarodowych projektów badawczych i ok. 25 międzynarodowych projektów eksperckich). Na badania prowadzone przez swoje zespoły badawcze na UAM otrzymał ponad 10 mln zł m.in. z European Science Foundation, Komisji Europejskiej, NCN, FNP, NCBR i MNISW.
Autor 230 publikacji naukowych, w tym 10 monografii. Publikuje przede wszystkim w czasopismach międzynarodowych: m.in. w Science and Public Policy, Higher Education, Studies in Higher Education, Scientometrics czy Journal of Studies in International Education.
Międzynarodowy doradca i ekspert w sprawach polityki naukowej i reform systemów szkolnictwa wyższego i nauki w kilkunastu krajach, m.in. dla Komisji Europejskiej, OECD, Rady Europy, OBWE, USAID, UNDP, Parlamentu Europejskiego i Banku Światowego oraz MNiSW. Jest m.in. współtwórcą Strategii Rozwoju Polskiego Szkolnictwa Wyższego do 2020 roku (Ernst & Young i IBnGR, 2010), dokumentu Europe 2020 Poland (Bank Światowy, 2011), Narodowej Strategii Rozwoju Szkolnictwa Wyższego w Ukrainie do 2022 r. (USAID, 2014) oraz współautorem założeń do Ustawy 2.0 (2016). Jest również współtwórcą (dla OECD i Komisji Europejskiej, 2012) narzędzia analitycznego służącego do pomiaru innowacyjności uniwersytetów europejskich Heinnovate.
W ostatnich trzech latach prezentował szeroko w świecie wyniki prowadzonych badań na ponad 30 seminariach i wykładach plenarnych, między innymi na Uniwersytecie Stanforda i Harvarda, w Berkeley, Oxfordzie, Hongkongu, Pekinie, Hiroszimie - jak również w  SciencesPo w Paryżu, DZHW w Berlinie i na uniwersytach w Lugano, Aarhus, Hanowerze, Oslo, Lejdzie i innych, często kilkakrotnie. 
Jego najważniejsze międzynarodowe projekty badawcze dotyczyły przedsiębiorczości akademickiej (EUEREK, 2004–2007, KE), relacji uniwersytetów z otoczeniem gospodarczym (GOODUEP, 2007–2009, KE), równości szans edukacyjnych (2007–2008, stypendium Programu Fulbrighta), relacji państwa dobrobytu i uniwersytetów (EDUWEL, 2009–2013, KE i WORKABLE, 2009–2012, KE) oraz transformacji profesji akademickiej (m.in. EUROAC, 2009–2013, ESF). Koordynator licznych  indywidualnych projektów badawczych, w tym realizowanego w latach 2012–2017 projektu MAESTRO Narodowego Centrum Nauki pt. Program Międzynarodowych Badań Porównawczych Szkolnictwa Wyższego.
Przez trzy lata przebywał na uniwersytetach zagranicznych, przede wszystkim w USA, m.in. na University of Virginia, University of California w Berkeley, w National Endowment for Democracy w Waszyngtonie i innych. W latach 2007–2009 był jednym z 30 globalnych „naukowców nowego wieku” (Fulbright New Century Scholars) Fundacji Fulbrighta w dziedzinie badań nad szkolnictwem wyższym (SUNY/Buffalo). Jest również (2022-2024) naukowcem wizytującym w federalnym instytucie badań szkolnictwa wyższego i polityki naukowej DZHW w Berlinie.
Członek rad redakcyjnych kilku międzynarodowych czasopism z dziedziny badań nad szkolnictwem wyższym, m.in. Higher Education Quarterly, European Educational Research Journal, Globalisation, Societies and Education oraz British Educational Research Journal. Od 2024 r. Associate Editor w najbardziej prestiżowym czasopiśmie poświęconym badaniom szkolnictwa wyższego na świecie, Higher Education (SpringerNature). Ponadto członek rady redakcyjnej serii książkowej Higher Education Dynamics (SpringerNature).
W 2015 został laureatem w programie „Mistrz – subsydium profesorskie” Fundacji na Rzecz Nauki Polskiej. Laureat ponad 20 nagród Rektora UAM, przede wszystkim za opublikowane monografie i produktywność naukową.
W 2016 kierowany przez niego zespół naukowy znalazł się w grupie trzech laureatów ogłoszonego przez Ministra Nauki i Szkolnictwa Wyższego (MNISW) konkursu na przygotowanie założeń projektu nowej ustawy o szkolnictwie wyższym. Opublikowany pod jego kierunkiem raport „Projekt założeń do ustawy Prawo o szkolnictwie wyższym” (Poznań: Wydawnictwo UAM) stał się ważnym punktem odniesienia w dyskusjach o reformie szkolnictwa wyższego w Polsce w ramach tzw. Ustawy 2.0. Raport wskazywał na konieczność radykalnego różnicowania systemu szkolnictwa wyższego w Polsce i wydzielenia w nim (w połączeniu z dodatkowym finansowaniem doskonałościowym) uczelni badawczych.
W 2017 został laureatem jednej z trzech prestiżowych Nagród Ministra Nauki za rok 2017 – za naukowe badania szkolnictwa wyższego prowadzone w ramach polityki publicznej w kategorii „badania na rzecz rozwoju społeczeństwa”.
W 2018 został przyjęty w szeregi Europejskiej Akademii Nauk i Sztuk Pięknych (European Academy of Sciences and Arts) w Salzburgu jako jej członek zwyczajny (w klasie: nauki społeczne, prawo i ekonomia, jako jeden z 34 Polaków).
Od 2021 jest członkiem zwyczajnym Academia Europaea - Europejskiej Akademii Nauk w Londynie (w klasie: zarządzanie, instytucje i polityki, jako jeden ze 113 Polaków, należąc do 15% jej najmłodszych członków)
W 2019 był współautorem zwycięskiego wniosku UAM w konkursie IDUB („Inicjatywa Doskonałości - Uczelnia Badawcza”) MNISW – w którym jego macierzysta uczelnia otrzymała status „uczelni badawczej” i dodatkowych 350 mln zł na lata 2020–2026, a od 2020 jest wiceprzewodniczącym (ds. nauki) Komitetu Sterującego IDUB na UAM.
W 2022 r. i w 2023 r. został uznany przez tzw. Ranking Stanfordzki za najbardziej cytowanego naukowca z UAM w Poznaniu w ujęciu znormalizowanym do dyscypliny (dyscyplina Education).

## Życie prywatne
Żonaty (z Krystyną Kwiek z domu Dudziak, od 1989 r.), córka Natalia Kwiek studiuje na UAM w Poznaniu.
Jest wnukiem prof. Marka Kwieka, wybitnego polskiego akustyka z Uniwersytetu Poznańskiego (1913–1962). Jego stryjem jest prof. Piotr Kwiek, fizyk, emerytowany profesor Uniwersytetu Gdańskiego. Stryj Andrzej Kwiek, astronom z Obserwatorium Astronomicznego Uniwersytetu Poznańskiego (1916–1953), jest współodkrywcą (wraz z Jerzym Dobrzyckim) planetoidy Posnania.

## Stypendia i staże naukowe
- 2022-2024 - a visiting researcher, German Center for Higher Education Research and Science Studies (DZHW), Berlin, Niemcy.
- 2012–2013 – a Visiting Professorial Fellow, Institute of Education, University of London, Wielka Brytania.
- 2008–2007 – stypendysta Fundacji Fulbrighta, „Fulbright New Century Scholar” (Poznan/State University of New York at Buffalo, USA, opiekun prof. D. Bruce Johnstone).
- 2003–2002 – stypendysta National Endowment for Democracy (NED), Reagan-Fascell Democracy Fellow, International Forum for Democratic Studies (Washington, DC, USA).
- 2001–2000 – stypendysta OSI (International Open Society Institute Policy Fellow), Center for Policy Studies, Central European University (CEU).
- 2000–1999 – profesor wizytujący, Central European University (CEU).
- 1999 – stypendysta JF Kennedy Institute for North American Studies, Freie Universität w Berlinie.
- 1997–1996 – stypendysta Kosciuszko Foundation, University of California at Berkeley, USA (opiekun prof. Martin Jay).
- 1996 – stypendysta Canadian Faculty Research Award Program, McGill University w Montrealu, Kanada (opiekun prof. Charles Taylor).
- 1995–1994 – stypendysta Fundacji Fulbighta, University of Virginia w Charlottesville, USA (opiekun prof. Richard Rorty, research assistant Richarda Rorty’ego).

## Wybrane publikacje

### Wybrane monografie:
1. Marek Kwiek,Globalna nauka, globalni naukowcy. Warszawa: PWN. 2022, ss. 620.
2. Marek Kwiek,Changing European Academics. A Comparative Study of Social Stratification, Work Patterns and Research Productivity. London and New York. Routledge. 2019, ss. 274.
3. Marek Kwiek, Uniwersytet w dobie przemian. Instytucje i kadra akademicka w warunkach rosnącej konkurencji. Warszawa: PWN. 2015, ss.  540.
4. Marek Kwiek, Knowledge Production in European Universities. States, Markets, and Academic Entrepreneurialism. Frankfurt and New York: Peter Lang. 2013, ss. 488.
5. Marek Kwiek,Transformacje uniwersytetu. Zmiany instytucjonalne i ewolucje polityki edukacyjnej w Europie. Poznań: Wydawnictwo Naukowe UAM. 2010, ss. 447.
6. Marek Kwiek, The University and the State. A Study into Global Transformations. Frankfurt and New York: Peter Lang. 2006. (Przekład ukraiński: Taxon Publishing House: Kijów. 2009).
7. Marek Kwiek, Intellectuals, Power, and Knowledge. Studies in the Philosophy of Culture and Education. Frankfurt and New York: Peter Lang. 2004.
8. Marek Kwiek, Dylematy tożsamości. Wokół autowizerunku filozofa w powojennej myśli francuskiej. Poznań: Wydawnictwo Naukowe IF UAM. 2009.
9. Marek Kwiek, Rorty’s Elective Affinities. The New Pragmatism and Postmodern Thought. Poznań: Wydawnictwo Naukowe IF UAM. 1996.
10. Marek Kwiek, Rorty i Lyotard. W labiryntach postmoderny. Poznań: Wydawnictwo Naukowe IF UAM. 1994.

### Wybrane artykuły:
1. Marek Kwiek, Łukasz Szymula (2023). Young Male and Female Scientists: A Quantitative Exploratory Study of the  Global Scientific Workforce. Quantitative Science Studies, 1-37.https://doi.org/10.1162/qss_a_00276
2. Marek Kwiek (2023). The Globalization of Science: The Increasing Power of Individual Scientists. The Oxford Handbook of Education and Globalization. Ed. by P. Mattei et al. Oxford: Oxford University Press. 726-759.
3. Marek Kwiek, Wojciech Roszka (2023). The Young and the Old, the Fast and the Slow: A Large-Scale Study of Productivity Classes and Rank Advancement. Studies in Higher Education. https://doi.org/10.1080/03075079.2023.2288172
4. Marek Kwiek, Wojciech (2023). Once Highly Productive, Forever Highly Productive? Full Professors’ Research Productivity from a Longitudinal Perspective. Higher Education. https://doi.org/10.1007/s10734-023-01022-y.
5. Marek Kwiek, Wojciech Roszka (2021). Gender-Based Homophily in Research: A Large-scale Study of Man-Woman Collaboration, Journal of Informetrics. 35(3), August 2021, 101171. 1-26. https://doi.org/10.1016/j.joi.2021.101171.
6. Kwiek, Marek (2021). The Prestige Economy of Higher Education Journals: A Quantitative Approach. Higher Education. 81. 493–519. https://doi.org/10.1007/s10734-020-00553-y.
7. Kwiek, Marek (2021). What Large-Scale Publication and Citation Data Tell Us About International Research Collaboration in Europe. Studies in Higher Education. 46(12): 2629-2649. https://doi.org/10.1080/03075079.2020.1749254.
8. Kwiek, Marek, Roszka, Wojciech (2021). Gender Disparities in International Research Collaboration: A Large-scale Bibliometric Study of 25,000 University Professors. Journal of Economic Surveys. 35(5): 1344-1380. https://doi.org/10.1111/joes.12395.
9. Kwiek, Marek (2020). Internationalists and Locals: International Research Collaboration in a Resource-Poor System. Scientometrics. Vol. 124. 57-105. https://doi.org/10.1007/s11192-020-03460-2.
10. Marek Kwiek (2018). High Research Productivity in Vertically Undifferentiated Higher Education Systems: Who Are the Top Performers? Scientometrics. 115(1): 415–462. https://doi.org/10.1007/s11192-018-2644-7
11. Marek Kwiek (2018). Academic top earners. Research productivity, prestige generation, and salary patterns in European universities. Science and Public Policy. 45(1): 1–13. https://doi.org/10.1093/scipol/scx020
12. Marek Kwiek (2016). The European research elite: A cross-national study of highly productive academics in 11 countries. Higher Education. 71(3): 379–397. https://doi.org/10.1007/s10734-015-9910-x[6]

Jedenaście artykułów w języku polskim opublikowanych w Nauce, kwartalniku Polskiej Akademii Nauk, w otwartym dostępie, znajduje się tutaj.